# Liste der größten Gemeinden in Sachsen-Anhalt
Die Liste der größten Gemeinden in Sachsen-Anhalt enthält die Städte und Gemeinden im deutschen Land Sachsen-Anhalt mit mehr als 10.000 Einwohnern laut dem Statistischen Landesamt Sachsen-Anhalt (Stand: 31. Dezember 2024).

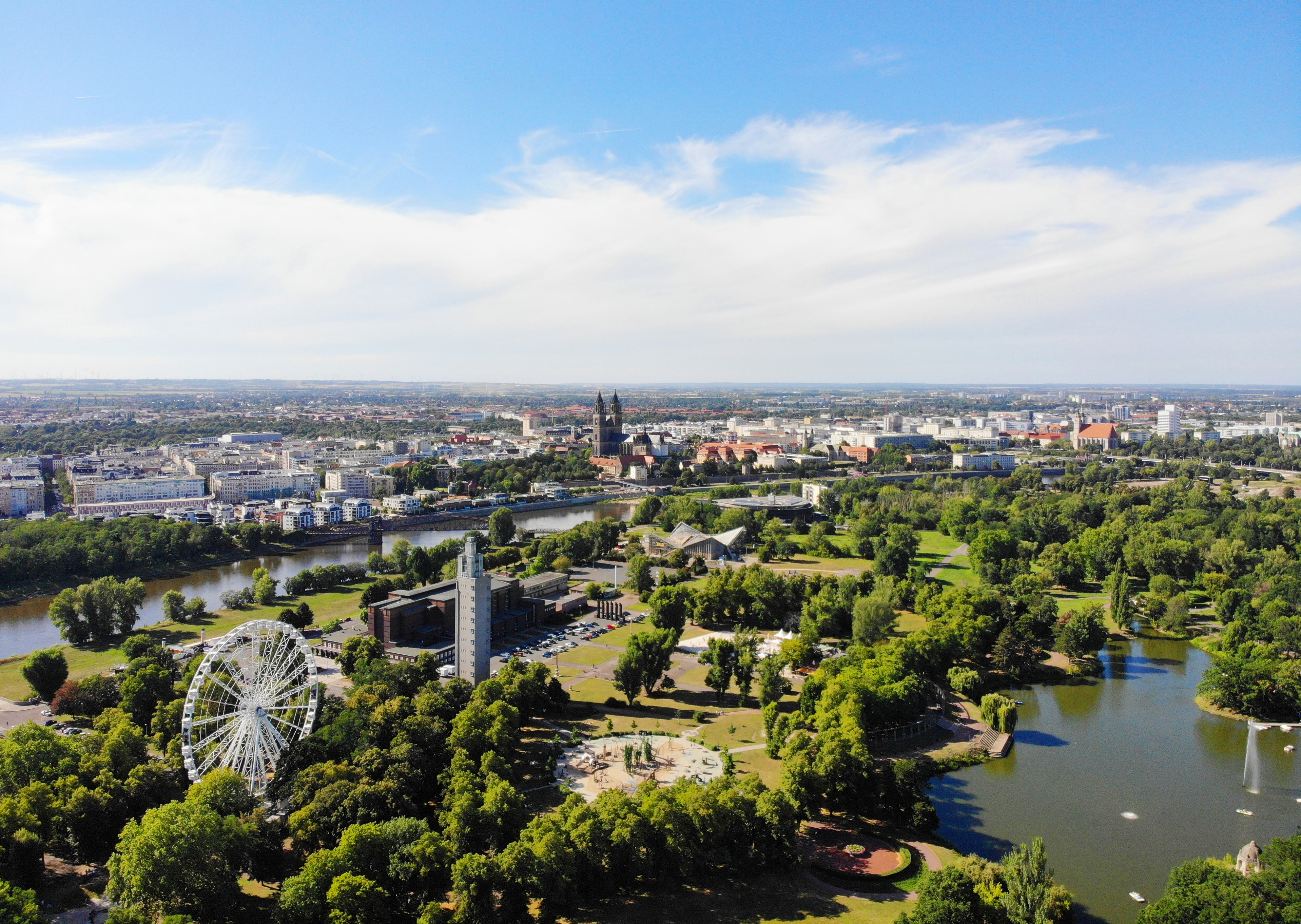
Magdeburg

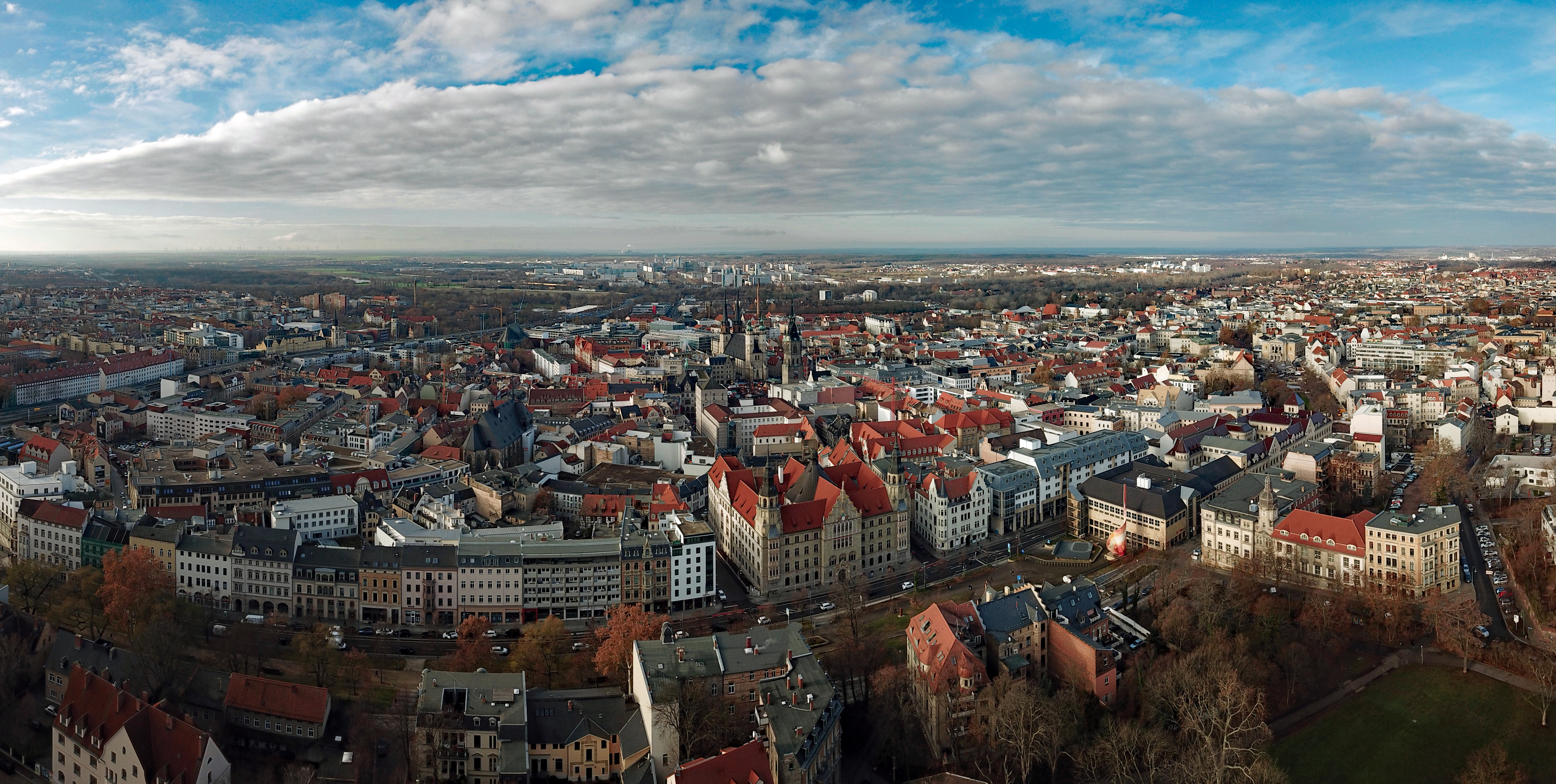
Halle (Saale)

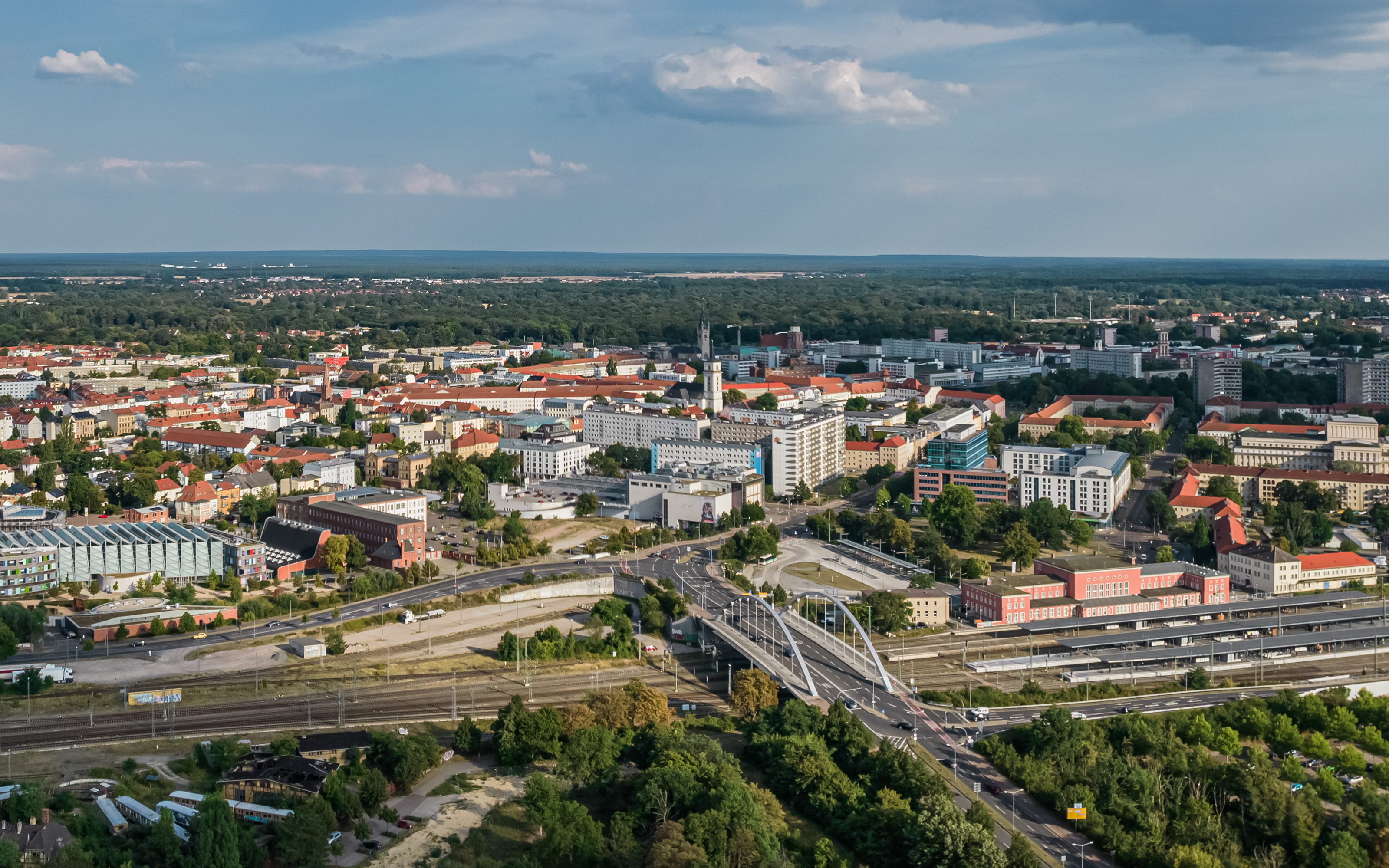
Dessau-Roßlau

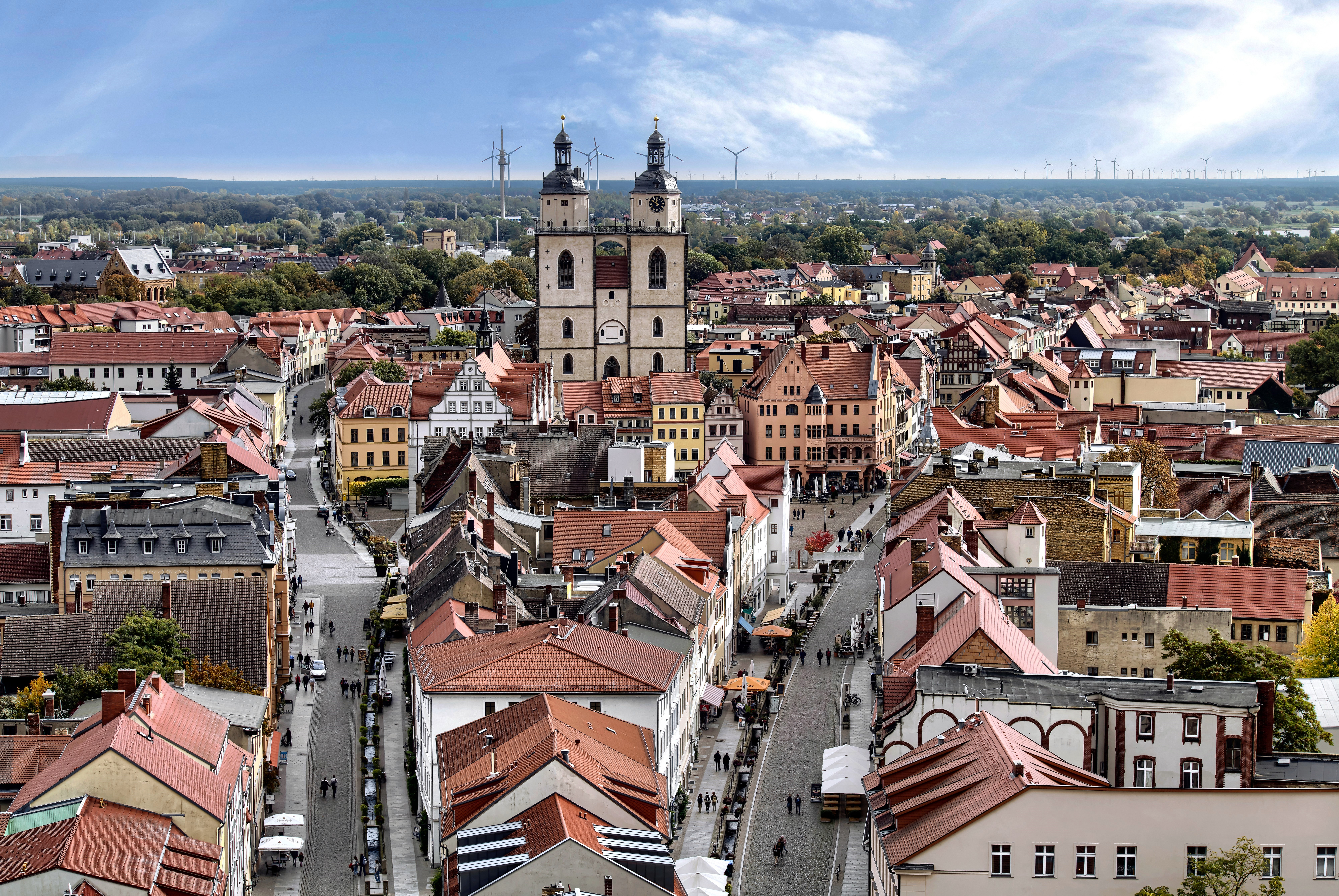
Wittenberg

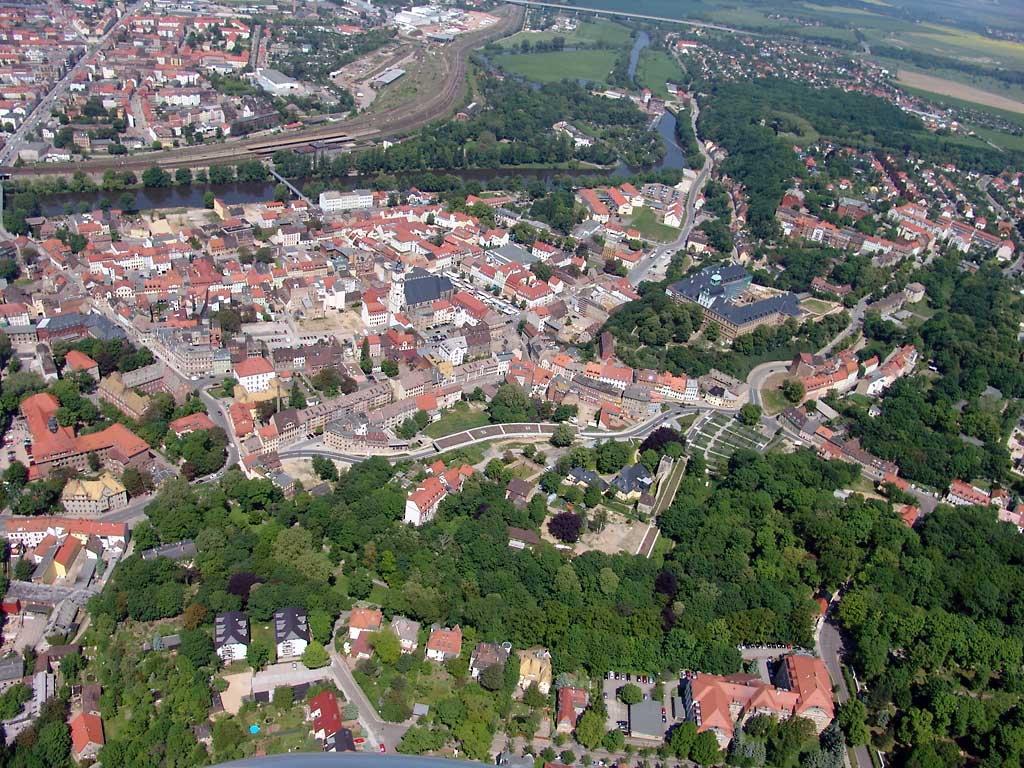
Weißenfels

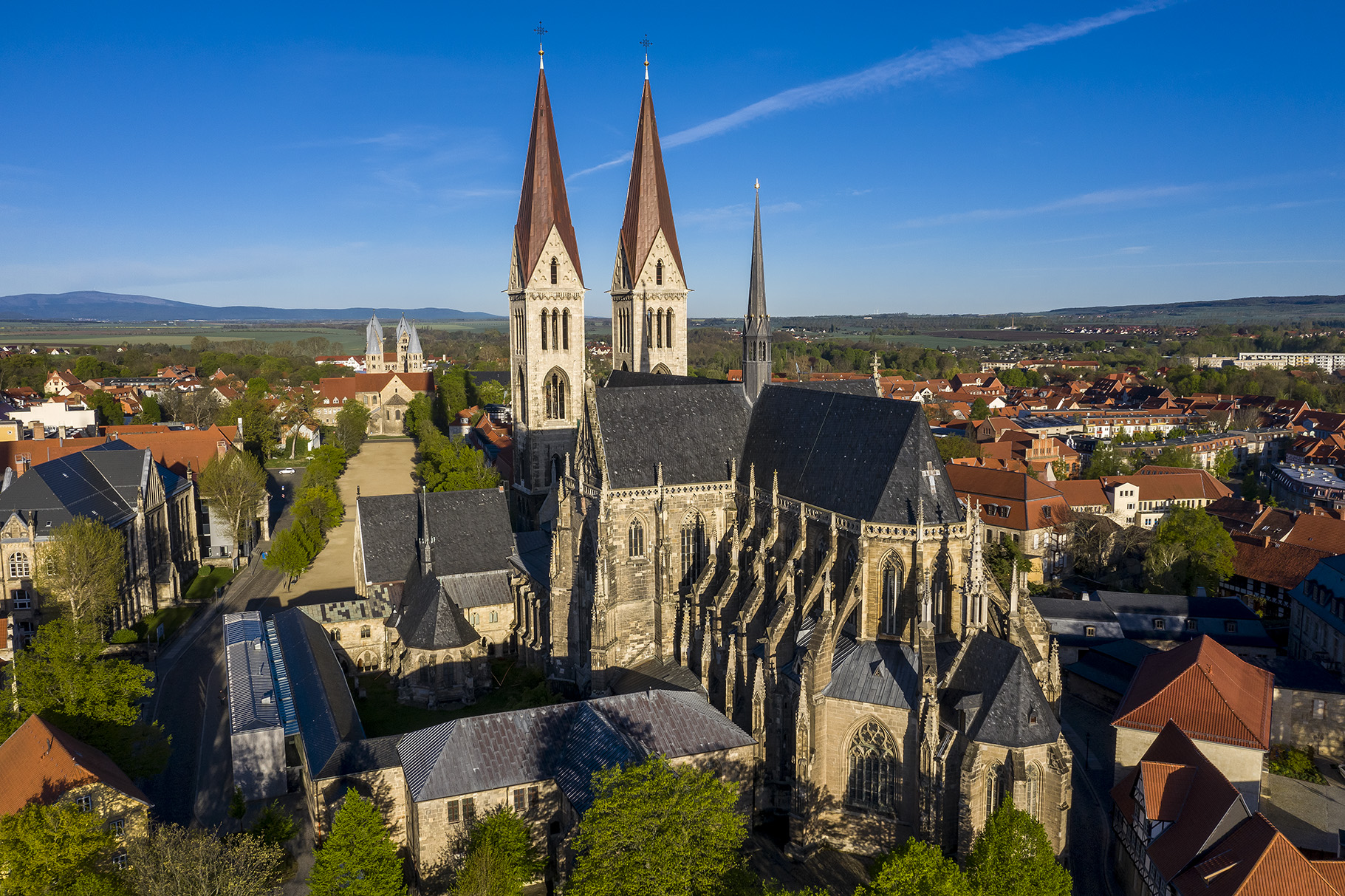
Halberstadt

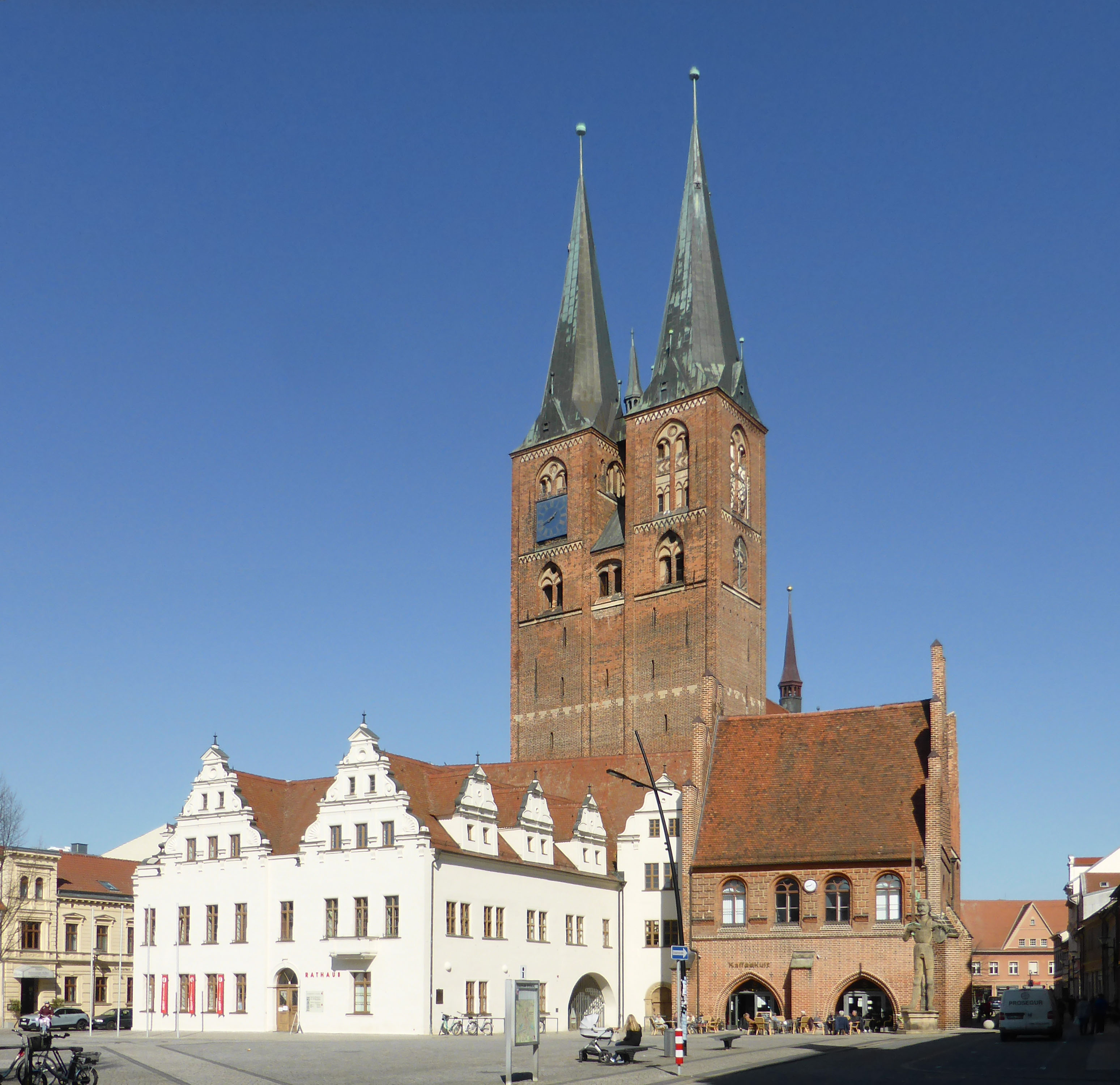
Stendal

| Rang | Stadt/Gemeinde         | Landkreis              | Einwohnerzahl |
| ---- | ---------------------- | ---------------------- | ------------- |
| 1.   | Magdeburg              | kreisfrei              | 244.329       |
| 2.   | Halle (Saale)          | kreisfrei              | 226.767       |
| 3.   | Dessau-Roßlau          | kreisfrei              | 75.402        |
| 4.   | Lutherstadt Wittenberg | Wittenberg             | 45.249        |
| 5.   | Weißenfels             | Burgenlandkreis        | 37.929        |
| 6.   | Halberstadt            | Harz                   | 37.898        |
| 7.   | Stendal                | Stendal                | 37.850        |
| 8.   | Bitterfeld-Wolfen      | Anhalt-Bitterfeld      | 36.592        |
| 9.   | Merseburg              | Saalekreis             | 34.392        |
| 10.  | Wernigerode            | Harz                   | 32.167        |
| 11.  | Naumburg (Saale)       | Burgenlandkreis        | 31.940        |
| 12.  | Bernburg (Saale)       | Salzlandkreis          | 30.992        |
| 13.  | Schönebeck (Elbe)      | Salzlandkreis          | 30.419        |
| 14.  | Zeitz                  | Burgenlandkreis        | 28.328        |
| 15.  | Aschersleben           | Salzlandkreis          | 25.647        |
| 16.  | Sangerhausen           | Mansfeld-Südharz       | 25.392        |
| 17.  | Köthen (Anhalt)        | Anhalt-Bitterfeld      | 24.110        |
| 18.  | Staßfurt               | Salzlandkreis          | 23.181        |
| 19.  | Quedlinburg            | Harz                   | 23.139        |
| 20.  | Salzwedel              | Altmarkkreis Salzwedel | 22.964        |
| 21.  | Burg                   | Jerichower Land        | 22.585        |
| 22.  | Lutherstadt Eisleben   | Mansfeld-Südharz       | 22.505        |
| 23.  | Gardelegen             | Altmarkkreis Salzwedel | 21.822        |
| 24.  | Zerbst/Anhalt          | Anhalt-Bitterfeld      | 21.124        |
| 25.  | Haldensleben           | Börde                  | 19.121        |
| 26.  | Blankenburg (Harz)     | Harz                   | 18.970        |
| 27.  | Oschersleben (Bode)    | Börde                  | 18.859        |
| 28.  | Hohe Börde             | Börde                  | 18.747        |
| 29.  | Thale                  | Harz                   | 16.788        |
| 30.  | Landsberg              | Saalekreis             | 14.772        |
| 31.  | Leuna                  | Saalekreis             | 14.131        |
| 32.  | Sandersdorf-Brehna     | Anhalt-Bitterfeld      | 14.130        |
| 33.  | Wanzleben-Börde        | Börde                  | 13.724        |
| 34.  | Jessen (Elster)        | Wittenberg             | 13.639        |
| 35.  | Genthin                | Jerichower Land        | 13.416        |
| 36.  | Teutschenthal          | Saalekreis             | 13.038        |
| 37.  | Oebisfelde-Weferlingen | Börde                  | 13.002        |
| 38.  | Südliches Anhalt       | Anhalt-Bitterfeld      | 12.857        |
| 39.  | Hettstedt              | Mansfeld-Südharz       | 12.783        |
| 40.  | Möckern                | Jerichower Land        | 12.591        |
| 41.  | Wolmirstedt            | Börde                  | 12.323        |
| 42.  | Muldestausee           | Anhalt-Bitterfeld      | 11.540        |
| 43.  | Bad Dürrenberg         | Saalekreis             | 11.521        |
| 44.  | Salzatal               | Saalekreis             | 11.267        |
| 45.  | Gräfenhainichen        | Wittenberg             | 11.228        |
| 46.  | Coswig (Anhalt)        | Wittenberg             | 11.129        |
| 47.  | Osterwieck             | Harz                   | 11.045        |
| 48.  | Schkopau               | Saalekreis             | 10.815        |
| 49.  | Braunsbedra            | Saalekreis             | 10.352        |
| 50.  | Tangermünde            | Stendal                | 10.212        |
| 51.  | Tangerhütte            | Stendal                | 10.108        |
| 52.  | Gommern                | Jerichower Land        | 10.090        |
| 53.  | Querfurt               | Saalekreis             | 10.007        |